# Bernard Swysen
Bernard Swysen, né le 31 juillet 1964 à Bruxelles (province de Brabant), est un scénariste et dessinateur belge de bande dessinée. Il est notamment l'auteur de la série Rouletabille avec André-Paul Duchâteau, d'une série d'albums avec Claude Lelouch et d'une biographie de Victor Hugo en bande dessinée.

## Biographie
Bernard Swysen naît le 31 juillet 1964 à Bruxelles,,. Il débute comme scénariste dans deux hebdomadaires belges (le Soir Illustré et le Pourquoi-Pas?) avec Guy Brasseur, son professeur à l'Académie des Arts de Woluwe-Saint-Lambert, où il rencontre sa future épouse Sophie Flamand.
Il devient l'assistant de Walli et Bom pour les séries Chlorophylle et Modeste et Pompon, de Bob de Moor, aux studios Hergé, pour qui il dessine des décors de publicité Tintin et de Cori le Moussaillon, de Jacques Martin pour Les Voyages d'Alix et enfin de Peyo, avec lequel il réalise entre autres choses L'Aéroschtroumpf.
Il rencontre le scénariste André-Paul Duchâteau. À deux, ils créent la série Rouletabille. C'est en solo qu'il réalise le court récit de six pages La Chasse de Saint Ménas pour Hello Bédé en 1991.
En 1992, Les Aventures de Capucine sont diffusées au Japon dans le magazine (Morning des éditions Kōdansha.
Noisette le hamster paraît dans le journal de Spirou et se concrétise ensuite en albums chez Joker.
Viendra en 2000 la série Albert Lombaire, qui conte les péripéties d'un médecin généraliste (3 albums, Casterman). La série sera traduite en néerlandais, en grec et en portugais, et sera publiée dans de nombreux magazines médicaux.
En 2003, Bernard Swysen rencontre le cinéaste Claude Lelouch. Ils s'associent pour un diptyque, paru en 2004 aux Éditions Soleil, intitulé Toute une vie, puis par Si Dieu le Veut chez Emmanuel Proust en 2008, et L'aventure c'est l'aventure chez Bamboo, en 2010.
Bernard Swysen dessine pour Claude Lelouch l'affiche de son film Le Courage d'aimer, en 2005.
En 2008, Bernard Swysen publie chez Bamboo Intérim Agency, qu'il a scénarisé.
Également à partir de 2008, il réalise deux tomes de L'Heure de la sortie scénarisés par Adeline Blondieau.
Comme co-scénariste, Bernard Swysen écrit pour les éditions 12bis Le Pouvoir de convaincre en 2012 avec Gilbert Thiel, et Rachida, au nom des pères en 2013 avec Yves Derai. Le dessin de ces deux albums est assuré par Marco Paulo. La sortie de Rachida, au nom des pères produit un buzz en France, car Rachida Dati tente de faire interdire sa parution, demande dont elle est déboutée,.
Le premier tome du triptyque Trois Arts majeurs, Trois Génies, une biographie de Victor Hugo, sort en 2014 chez Joker,,. La préface est de Jean-Marc Hovasse. Un cycle de conférences et diverses expositions autour de l'ouvrage ont lieu à Louvain-la-Neuve, à Villers-la-Ville, à Besançon, à Illzach ou encore à Villequier. Le deuxième tome du triptyque, Léonardo da Vinci,, est lancé au Clos Lucé en juin 2016, et sort en librairie en septembre de la même année. Ces deux titres seront repris chez Kennes Éditions. Le troisième tome prévu (Mozart) ne verra pas le jour.
En juin 2018, les deux premiers titres d'une collection dirigée et scénarisée par Bernard Swysen sont publiés aux éditions Dupuis. Dracula dessiné par Julien Solé et Caligula dessiné par Fredman (Fred Trouillot). Le concept de cette collection, « La véritable histoire vraie »,,,,, est de retracer la vie de ces personnages de façon humoristique, mais historiquement rigoureuse. Chaque album, illustré par un dessinateur différent, est préfacé par un historien. Suivent Hitler, dessiné par Ptiluc,,,,,,, Attila, dessiné par Pixel Vengeur, etc.
En 2020, chez Dupuis, une nouvelle collection biographique, toujours dirigée et scénarisée par Bernard Swysen, voit le jour. Chaplin avec Bruno Bazile au dessin, Marilyn Monroe et Brigitte Bardot, tous deux dessinés par Christian Paty.
Trois nouvelles séries voient le jour dès 2019 aux éditions Soleil. Les Rescapés d'Eden,,, avec le dessinateur Jérémy Bétis (Siteb), dont c'est le premier album, L'Odyssée de Pénélope avec le dessinateur Christian Paty, et Les Mantes religieuses,, toujours avec Christian Paty au dessin, mais co-scénarisé avec son épouse Sophie Flamand.
Après avoir publié aux éditions Lamiroy un opuscule (nouvelle de 5 000 mots), Fergus Mc Edny, Bernard Swysen sort chez le même éditeur son premier roman en 2020 : Le Syndrome de la Gorgone.

### Vie privée
Bernard Swysen est marié à la romancière, chroniqueuse et scénariste BD Sophie Flamand,,. Ils ont trois filles : Capucine, Cléo et Fanny.

## Œuvres

### Séries
- Série Rouletabille[46],[47],[48] (Sur scénario d'André-Paul Duchâteau, d'après Gaston Leroux)

1. Le Fantôme de l'Opéra (1989 Claude Lefrancq éditeur- 2001 Soleil Productions)
2. Le Mystère de la chambre jaune (1990 Claude Lefrancq éditeur - 2001 Soleil Productions)
3. Le Parfum de la dame en noir (1991 Claude Lefrancq éditeur - 2001 Soleil Productions)
4. La Poupée sanglante (1992 Claude Lefrancq éditeur - 2001 Soleil Productions)

- 5. La Machine à assassiner, Claude Lefrancq, coll. « B.Détectives. - Le Masque présente », Bruxelles, mai 1993
Scénario : André-Paul Duchâteau - Dessin : Bernard Swysen - Couleurs : Martine De Bast -  (ISBN 2-87153-127-7) — Réédition Soleil Productions 2001  (ISBN 2-84565-165-1).
- 6. L'Épouse du soleil, Claude Lefrancq, coll. « B.Détectives. - Le Masque présente », Bruxelles, avril 1996
Scénario : André-Paul Duchâteau - Dessin : Bernard Swysen - Couleurs : Martine De Bast -  (ISBN 2-87153-217-6)
- 7. Le Trésor du fantôme de l'opéra, Claude Lefrancq, coll. « B.Détectives. - Le Masque présente », Bruxelles, septembre 1996
Scénario : André-Paul Duchâteau - Dessin : Bernard Swysen - Couleurs : quadrichromie -  (ISBN 2-87153-403-9) — Réédition 2001 Soleil Productions.
- 8. La Double Vie de Théophraste Longuet, Claude Lefrancq, coll. « B.Détectives. - Le Masque présente », Bruxelles, novembre 1997
Scénario : André-Paul Duchâteau - Dessin : Bernard Swysen - Couleurs : Martine De Bast -  (ISBN 2-87153-493-4)

- Intégrale Rouletabille (2008 Emmanuel Proust)

1. Le Mystère de la chambre jaune - Le Parfum de la dame en Noir - Les 2 font l’affaire

- Série Noisette le hamster (scénario et dessins)

1. Noisette le hamster (1982 Compte d'auteur)
2. C'est moi qui dois tout faire ici ! (1985 Luc Swysen éditeur)

- 3. Toute à toi !, Éditions Joker, Bruxelles, 1999
Scénario : Bernard Swysen, Sophie Flamand - Dessin : Bernard Swysen - Couleurs : Martine Debast, Martine Chardez -  (ISBN 2-87265-115-2)

1. Était-ce bien nécessaire ? (2003 Joker éditions)

- Série Albert Lombaire (scénario et dessins)

1. Vous prendrez bien quelque chose, docteur ? (2000 Casterman)
2. Et la santé, docteur[49] ? (2001 Casterman)
3. Vite, docteur ! (2003 Casterman)

#### SérieL’heure de la Sortie
- 1. Tome 1[50], Bamboo éditions, Charnay-lès-Mâcon, août 2008
Scénario : Adeline Blondieau - Dessin et couleurs : Bernard Swysen -  (ISBN 978-2-350-78525-7)
- 2. Tome 2, Bamboo, Charnay-lès-Mâcon, août 2009
Scénario : Adeline Blondieau - Dessin et couleurs : Bernard Swysen -  (ISBN 978-2-350-78703-9)

- Marie Moinard et collectif, En chemin elle rencontre... : Les artistes se mobilisent contre la violence faite aux femmes, Vincennes/Paris, Des ronds dans l'O / Amnesty International, septembre 2009, 96 p. (ISBN 978-2-917237-06-9)

#### SérieIntérim Agency
- 1. Mission Intérim[10], Bamboo, Charnay-lès-Mâcon, février 2008
Scénario, dessin et couleurs : Bernard Swysen -  (ISBN 978-2-350-78383-3)
- 2. Permis de bosser, Bamboo, Charnay-lès-Mâcon, avril 2009
Scénario, dessin et couleurs : Bernard Swysen -  (ISBN 978-2-350-78599-8)

### One shots
- Le Patrimoine bruxellois en danger ? Trognon et Romarin mènent l'enquête (1995 - scénario et dessin) BD publiée par le ministère de la Région de Bruxelles, service des monuments et sites[51]
- Toute une vie 1[52],[53],[54]- Sarah (2004 Soleil Productions - scénario Claude Lelouch)
- Toute une vie 2 - Simon (2005 Soleil Productions - scénario Claude Lelouch)
- Si Dieu le veut[8] (2008 Emmanuel Proust - scénario Claude Lelouch)
- L'Aventure, c'est l'aventure[55],[56](2010 Bamboo éditions - scénario Claude Lelouch)
- Victor Hugo[14],[57],[58], Joker, coll. « HZ », Bruxelles, 16 juillet 2014
Scénario, dessin et couleurs : Bernard Swysen -  (ISBN 978-2-87265-618-9) — HBD, 2024.
- Leonardo da Vinci, Joker, coll. « HZ- Horizon », Bruxelles, 5 octobre 2016
Scénario, dessin et couleurs : Bernard Swysen -  (ISBN 978-2-87265-682-0)

### Scénarios
- Rachida Aux noms des pères[60],[61] (2013, Éditions 12bis-Glénat) Scénario : Bernard Swysen et Yves Derai - Dessins : Marco Paulo)
- Collection « La vraie histoire vraie » dirigée par Bernard Swysen aux éditions Dupuis.
  - Dracula (juin 2018) Scénario : Bernard Swysen - Dessins : Julien Solé. Préface de Matei Cazacu[62],[63].
  - Caligula (juin 2018) Scénario : Bernard Swysen - Dessins : Fredman. Préface de Pierre Renucci[64],[63].
  - Hitler (mars 2019) Scénario : Bernard Swysen - Dessins : Ptiluc. Préface de Johann Chapoutot. Postface de Elie Barnavi[65],[66],[67],[30].
  - Attila (mars 2019) Scénario : Bernard Swysen - Dessins : Pixel Vengeur. Préface de Edina Bozoki[36].
  - Torquemada (mai 2019) Scénario : Bernard Swysen - Dessins : Marco Paulo. Préface de Jean-Pierre Dedieu[68]
  - Robespierre (mai 2019) Scénario : Bernard Swysen - Dessins : Bercovici. Préface de Patrice Gueniffrey. Textes additionnels de Michel Onfray et Frédéric Bidouze[69],[70].
  - Staline[71] (février 2020) Scénario : Bernard Swysen - Dessins : Ptiluc. Préface de Marie-Pierre Rey[72].

- Collection « Les étoiles de l'histoire » dirigée par Bernard Swysen aux éditions Dupuis.
  - Charlie Chaplin (octobre 2019) Scénario : Bernard Swysen - Dessins : Bruno Bazile. Préface de Claude Lelouch[73].
  - Marilyn Monroe[74] (mai 2020) Scénario : Bernard Swysen - Dessins : Christian Paty — Préface de Mylène Demongeot.
  - Brigitte Bardot[75],[76] (mai 2020) Scénario : Bernard Swysen - Dessins : Christian Paty,Préface de Mylène Demongeot. Avant-propos de Ginette Vincendeau.

- 1. L’Histoire des diables rouges - première partie[84], Kennes Éditions, Gerpinnes, 23 novembre 2022
Scénario : Bernard Swysen - Dessin : Thomas Liera - Couleurs : Véra Daviet -  (ISBN 9782380758368)

#### Publications magazines
- Honorez Coutille (1984. Scénario : Bernard Swysen - Dessins : Guy Brasseur) Soir Illustré
- Géraldine (1984. Scénario : Bernard Swysen - Dessins : Guy Brasseur) Pourquoi Pas?
- Capucine (1992/93. Dessins et scénarios) Magazine Morning. Kodansha
- Les 2 font l'affaire (Sur scénario d'André-Paul Duchâteau) Télé 7Jeux
- Noisette le Hamster[7] (Dessins et scénario) Spirou - Éditions Dupuis
- Philippe Dythaque - La châsse de Saint-Ménas[5] (Dessins et scénario), Hello Bédé, Éditions du Lombard
- Adaptation en français: Hägar Dünor, Agatha Retorse, Blondie, Baby blues, La Famille Mouflet…)  jusqu'en 2003. Le Soir, Sud Presse...
- Règlement de contes (Scénario : Bernard Swysen - Dessins : Jérémy Bétis (Siteb)) Lanfeust Mag, Soleil Productions, été 2017
- Gaston Lagaffe (Scénario : Bernard Swysen - Dessins : Julien Solé) Spirou no 4155 du 29 novembre 2017. Éditions Dupuis.

### Littérature
- Fergus Mac Edny, nouvelle, Éditions Lamiroy, coll. « Opuscule », août 2018.
- Le Syndrome de la Gorgone, roman, Lamiroy, février 2020  (ISBN 978-2-87595-259-2)[72].

### Autres

#### Affiches de film
- Le Courage d'aimer[85] (Claude Lelouch, 2005).

#### Dessin animé
- Les Archéonautes Pilote (Scénario Michel Oleffe - Odec Kid Cartoons)

## Prix et récompenses
- 1990 :  prix du Festival du crime de Saint-Nazaire 1990 ;
- 1999 :  prix Durbuy-Strip décerné par le festival international de la bande dessinée de Durbuy ;
- 2019 :  prix Saint-Michel Humour. Bernard Swysen et Ptiluc pour Hitler, éditions Dupuis[86] ;
- 2020 :  Prix BD du Pays d'Ancenis : Les Rescapés d’Eden t. 2. Dessin Siteb (Jérémy Bétis) - Scénario Bernard Swysen. Soleil Productions[87] ;
- 2022 :  Manneken-prix 2022 (prix du dessinateur bruxellois)[88],[89].

#### Livres
: document utilisé comme source pour la rédaction de cet article.
- Jean Pirotte (dir.) et Luc Courtois, Du régional à l'universel. : L'imaginaire wallon dans la bande dessinée., Louvain-la-Neuve, Fondation wallonne Pierre-Marie et Jean-François Humblet, 1999, 310 p. (ISBN 978-2-9600072-3-7 et 2960007239, OCLC 1075833932), p. 252 lire sur Google Livres
- Jacques Fiérain, « Swysen, Bernard », dans La BD à Bruxelles et en Brabant, Charleroi, Éd. l'Âge d'or, avril 2003, 144 p., ill. ; 31 cm (ISBN 9782960119664 et 2960119665, OCLC 470388171, présentation en ligne), p. 131. .
- Henri Filippini, « Swysen Bernard », dans Dictionnaire de la bande dessinée, Paris, Bordas, 2005, 912 p., ill. ; 27 cm (ISBN 9782047299708 et 2047299705, OCLC 1009545288, présentation en ligne), p. 871. .

#### Périodiques
- Bernard Swysen et Ptitluc (interviewés par Sophie Bogrow), « Case à case : La fabrique des tyrans - Entretien avec Bernard Swysen et Ptitluc », Casemate, no 123,‎ mars 2019 (ISSN 1964-504X).

### Vidéographie
- [vidéo] « Exposition Bernard Swysen à la Maison Victor Hugo », sur YouTube, 30 mars 2016